# Клюск
Клюск (укр. Клюськ) — село в Турийской поселковой общине Ковельского района Волынской области Украины.
До 2020 года входило в Турийский район.
Код КОАТУУ — 0725581301. Население по переписи 2001 года составляет 270 человек. Почтовый индекс — 44803. Телефонный код — 3363. Занимает площадь 1,691 км².